# Antonio Arias Alvarenga
Antonio Javier Arias Alvarenga (Paraguay; 7 de septiembre de 1972) es un árbitro  de fútbol paraguayo. Es internacional FIFA desde el año 2005.

## Carrera en el fútbol
Antonio ha dirigido como árbitro en la Primera División de Paraguay, Copa Libertadores de América, Copa Sudamericana y varios partidos amistosos internacionales.
En la Copa Mundial de Fútbol Sub-20 de 2011, pitó los partidos Austria vs. Panamá, Portugal vs. Camerún y Francia vs. Malí de la primera fase, en octavos de final pitó el partido Nigeria vs. Inglaterra, y también el partido por el tercer puesto Francia vs. México.